# Dřevnice
Die Dřevnice (deutsch Drewnitz) ist ein linker Nebenfluss der March in Tschechien.

## Geographie
Die Dřevnice entspringt östlich des Hrubá jedle (644 m) bei der Ansiedlung Kotáry in den Hostýnské vrchy. Über Košařiska, Hutě, U Brány, Držková, Bilý Kopeček, Kašava und Sobolice fließt sie durch das Gebirge in südliche Richtung. Bei Hrobice wird die Dřevnice in der Trinkwassertalsperre Slušovice gestaut. Nachfolgende Orte entlang des Flusses sind Nové Dvory, Březová, Slušovice, Veselá, Klečůvka und Důjka. Bei Lípa ändert die Dřevnice ihre Richtung nach Westen und die Bahnstrecke Otrokovice–Vizovice–Valašská Polanka folgt ihrem Lauf. Südlich des Tales erhebt sich die Vizovická vrchovina.
Entlang des Flusses folgen Želechovice nad Dřevnicí, Lužkovice, Výpusta, Příluky, Pančava, Zlín, Prštné, Louky, Tečovice und Malenovice. Vor Otrokovice überbrückt die Schnellstraße R 55 den Fluss an seinem Eintritt in die mährische Ebene. Nach 42,3 km mündet die Dřevnice am westlichen Stadtrand von Otrokovice an den Ausläufern des Marsgebirges in die March. 
Ihr Einzugsgebiet beträgt 434,6 km².

## Zuflüsse
- Červenka (r), Hutě
- Držkovský potok (l), Držková
- Černý potok (l), Kašava
- Kameňák (r), Kašava
- Trnávka (l), bei Březová
- Všeminka (l), Slušovice
- Včelínkovský potok (l), bei Veselá
- Ostratky (r), bei Veselá
- Lutoninka (l), Lípa
- Lípský potok (l), Lípa
- Obůrek (l), Želechovice nad Dřevnicí
- Hvozdenský potok (r), bei Lužkovice
- Přílucký potok (r), Výpusta
- Jaroslavický potok (l), Zlín
- Hraniční potok (r), Zlín
- Fryštácký potok (r), Zlín
- Kudlovský potok (l), Zlín
- Pasecký potok (r), Zlín
- Prštenský potok (r), Zlín
- Slanický potok (l), Zlín
- Chlumský potok (r), Louky
- Hostišovka (r), Tečovice
- Balaš (l), Malenovice
- Hledínovský potok (l), Malenovice
- Racková (r) Malenovice
- Hrabůvka (r), Otrokovice